# Sergey Shcherbakov
Sergey Shcherbakov est un boxeur soviétique né le 20 juillet 1918 et mort le 27 janvier 1994 à Moscou.

## Biographie
Champion d'union soviétique entre 1944 et 1953, Shcherbakov participe aux Jeux olympiques d'été de 1952 en combattant dans la catégorie des poids welters et remporte la médaille d'argent. L'année suivante, il remporte également la médaille d'argent aux championnats d'Europe de Varsovie en s'inclinant à nouveau en finale face au Polonais Zygmunt Chychła.

## Palmarès

### Jeux olympiques
- Médaille d'argent en -67 kg en 1952 à Helsinki, Finlande

### Championnats d'Europe
- Médaille d'argent en -67 kg en 1953 à Varsovie, Pologne